# Erna Wildt-Tanneberger
Erna Wildt-Tanneberger (* 1907 als Erna Scharwick; † 1978) war von 1950 bis 1952 Bürgermeisterin der Stadt Weißenfels.